# Aurélie Filippetti
Aurélie Filippetti (Villerupt, 17 de junio de 1973) es una escritora y política socialista francesa, ministra de Cultura y Comunicación  del Gobierno Ayrault. Previamente, trabajó como profesora, escritora y diputada.
Miembro del Partido Socialista francés, y diputada de la octava circunscripción de Mosela desde junio del 2007, es la portavoz del grupo socialista en la Asamblea Nacional. El 16 de mayo de 2012 fue nombrada ministra de Cultura.
Hija de Angelo Filippetti (1938-1992), minero, su madre fue miembro del Partido Comunista Francés.

## Obras
- 2003 : Les Derniers Jours de la classe ouvrière, rééd. en Livre de Poche (ISBN 2-253-10859-6).[4]
- 2006 : Un homme dans la poche, ISBN 978-2-7578-0122-2.[5]
- 2008 : L'école forme-t-elle encore des citoyens ?, con Xavier Darcos, Forum Libération de Grenoble sur CD audio, Frémeaux & Associés.[6]
- 2018 : Les idéaux, ISBN 978-2-213-70944-4.[7]